# سينا (لغة إشارة)
سينا- هي لغة إشارة قرية يستخدمها 34 من الصم المعروفين بالإضافة إلى العديد من السكان الذين يتمتعون بالقدرة على السماع في قرية فارزيا كويماداVárzea Queimada، وهوعبارة عن مجتمع زراعي صغير يقع في منطقة سيرتاو (الأراضي القاحلة) في بياوي Piauí، شمال شرق البرازيل . وهي حاليًا في الجيل الثالث من المستخدمين.

## تاريخ
ويرجع وجود سينا إلى حد كبير إلى عاملين رئيسيين: أولهما يتمثل في انتشار عدد كبير من للصمم الخلقي بين السكان المحليين مقارنة بالمعدلات العالمية أو الوطنية، وثانيهما يتمثل في العزلة الجغرافية للمجتمع، والذي ظل حتى وقت قريب قائما لعدة أجيال دون وجود طريق يربط مجموعة القرى بالطريق السريع في المنطقة. وتعتبر كلمة سينا (حرفيًا: "مشهد"، وهي الكلمة المستخدمة للإشارة إلى ما يرويها أصحاب الإشارات بأيديهم أثناء استخدامهم للإشارة) من السكان الأصليين لمجتمع فارزيا كويمادا، والتي نشأت بعد ولادة العديد من الأطفال الصم في القرية بداية من الخمسينيات. إن المجموعة الأولية من الأطفال الصم هي الحافز المشترك لظهور لغات الإشارة في القرى؛ ومن الأمثلة البارزة لغة كاتا كولوك ، ولغة الإشارة Al-Sayyid Bedouin ، ولغة الإشارة الآداموروبي .
وقد جاءت ولادة أول طفل أصم في القرية بعد عدة عقود من إنشاء أول معهد للصم في ريو دي جانيرو في عام وذلك في عام1857م ، والمعروف اليوم باسم (المعهد الوطني لتعليم الصم، أو INES). ويرتبط تأسيس INES عادةً بظهور لغة الإشارة الوطنية في البرازيل لبراس ، حيث كانت هذه هي المنطقة التي دخلت فيها لغات الإشارة المحلية أو الأنواع المختلفة الموجودة في المنطقة في تواصل مستمر لأول مرة مع لغة الإشارة الفرنسية ، مما أدى إلى خلق ظروف creolization التي يُعتقد أن لغة الإشارة Libras قد نشأت منها.  وعلى الرغم من أن قصة نشأة لغة ليبراس بدأت قبل عقود من ولادة الأطفال الذين يعانون الصم في فارزيا كويمادا، فإن العزلة الجغرافية للمجتمع عن المراكز الحضرية الكبرى ومدارس الصم تعني أن هؤلاء الأطفال نشأوا في غياب نموذج لغوي. إن حرمان الأطفال من اللغة الذين يمرون بفترة حاسمة دون أن تكون هناك مدخلات لغوية كافية يمثل مشكلة خاصة بالنسبة للأطفال الصم وضعاف السمع.  وعندما يحدث هذا في مجتمع معزول جغرافيًا مع وجود طفل أصم وحيد، فغالبًا ما ينشأ نظام إشارات منزلي - وهو نظام اتصال يدوي يتم تطويره تلقائيًا بواسطة الطفل الأصم وذلك من أجل التواصل مع من حوله في المنزل. على عكس الناتج الإيمائي لمقدمي الرعاية الذي يتلقاه الأطفال الصم في هذا السياق، فإن التصميم المنزلي يظهر عادةً بعض الخصائص الأكثر تشابهًا مع اللغة التي تعتمد على الإيماء فقط،  مما يجعل مثل هذه الأنظمة ذات أهمية خاصة في مجال اللغويات التنموية في ملاحظة مدى التطور اللغوي في غياب نموذج لغوي. ومع ذلك، فإن ولادة العديد من الأطفال الصم في مجتمع معزول يخلق سياقاً لنشوء نظام مشترك. هذه هي الظروف التي تنشأ في ظلها العديد من لغات الإشارة في القرى، بما في ذلك لغة سينا.
كان من أوائل الأطفال الصم في فارزيا كويمادا ستة أشقاء، ويُعتقد أن التفاعلات المتكررة بين هؤلاء الأشقاء أدت إلى ظهور لغة سينا الحديثة. وقد جذب تطورها انتباه وسائل الإعلام الوطنية في دولة البرازيل،   وكذلك الباحثين اللغويين.      فهو حقًا أمر مثير للاهتمام بالنسبة للخبراء اللغويين في المقام الأول، وذلك لأن لغات مثل لغة سينا تقدم فرصة نادرة لرؤية ظهور وتطور لغة بشرية طبيعية خالية إلى حد كبير من تأثير اللغات الموجودة، مما يجعل هذه اللغات مميزة عن اللغات العامية ، ولغات الكريول ، ولغة الإشارة لمجتمع الصم (حيث تظهر لغات الإشارة غالبًا نتيجة لخلط أنظمة الإشارة المنزلية المختلفة بعد إنشاء مؤسسة مجتمعية).
ومع التقدم العمري لهؤلاء الصم الذين يستخدمون لغة الإشارة، وإنجابهم لأطفالهم، على عكس بعض آبائهم، نشأ الأطفال الصم اللاحقون في المجتمع مع نموذج لغوي موجود، وتطوروا هم أنفسهم جنبًا إلى جنب مع اللغة في مهدها. تسمح المراقبة المستمرة للخبراء اللغويين بتتبع تطور مستويات مختلفة من البنية اللغوية، مع الأخذ في الاعتبار أن الأبحاث الحالية توضح أن التفضيلات للهياكل المحددة تظهر بسرعة وتختلف على مدى مجموعات متتالية من المتحدثين بلغة حديثة.  
لقد كانت التفاعلات بين بعض هؤلاء الذين يستخدمون لغة الإشارة، بما في ذلك سرد القصص، موضوع فيلم Jogos Dirigidos (الألعاب الموجهة) لعام 2019، بتكليف من متحف شيكاغو للفن المعاصر .  معناه الانتشار النسبي لأعضاء المجتمع الذين يعانون الصم، أن لغة سينا تُستخدم بوصفها لغة مفضلة لدى السكان الذين يعانون الصم، ولكن أيضًا من قبل العديد من الأشخاص الذين يسمعون في فارزيا كويمادا - غالبًا ما يكونوا من عائلة أو أصدقاء الصم.

## علم اللغة
لغة سينا تحتوي على معجم قوي من الإشارات الأصلية، بما في ذلك المركبات الأصلية. وقد ساهمت الوثائق المعجمية في الأوصاف اللغوية الأولية للغة، فضلاً عن قاموس Cena-Libras، وهو أحد قواميس الإشارات الأولى الموجودة.   من الناحية النمطية، تُظهر لغة سينا العديد من السمات النموذجية للغات الإشارة مثل التعديل الظرفي غير اليدوي ، ولكنها تتميز أيضًا بسمات نموذجية للغات الإشارة القروية على وجه الخصوص. في المجتمعات الصغيرة التي تتمتع بدرجة عالية من المرجع المشترك، يعد استخدام الموقع في العالم الحقيقي كمرجع من خلال الإشارة أمرًا شائعًا - ولا يُعَد Cena استثناءً. تفتقر لغة سينا أيضًا إلى أبجدية يدوية أصلية.
يختلف مستخدمي لغة الاشارة سينا في تفضيلات ترتيب الكلمات . وبشكل عام، يختلف ترتيب الكلمات وفقًا لقيمة الجملة - عدد الحجج التي يأخذها الفعل . كما هو الحال في العديد من اللغات الأخرى، فإن الأحداث اللازمة تأتي عادةً أولاً (على سبيل المثال، امرأة تركض ). بالنسبة للأحداث المتعدية ، تُظهر تفضيلات ترتيب الكلمات حساسية تجاه حيوية الكائن . في الأحداث المتعدية مع كائن غير حي (على سبيل المثال، امرأة تدحرج الكرة )، تميل الجمل إلى أن تكون فاعل-مفعول-فعل ، بينما مع الكائنات الحية (على سبيل المثال، امرأة تدفع فتاة ) فإن ترتيب الفاعل-المفعول- الفعل والمفعول-الفاعل-الفعل شائع. هناك تقارب ضئيل مع الأحداث المتعدية (على سبيل المثال ، تعطي امرأة قميصًا لرجل ). لقد تم ملاحظة اتفاق الفعل في الجيل الثاني والثالث من المتكلمين ولكن ليس في الجيل الأول والأقدم، على الرغم من أن هذا الجيل يحتوي فقط على متكلم واحد. ومع ذلك، فإن ترتيب الكلمات ليس هو الطريقة الوحيدة المستخدمة لتحديد بنية الحجة. فقد تم ملاحظة أن المتحدثين يكررون وكيل حدث الفعل في تبديلات الرموز (بين سينا و لبراس) للإشارة إلى دورهم في الحدث، على نحو مماثل لكيفية استخدام متحدث لغة منطوقة للضغط.   ولم تتم ملاحظة هذه الاستراتيجية في أي لغة أخرى في الأدبيات الحالية، ومن المرجح أن تكون نتيجة لعدم وجود استراتيجيات مستقرة أخرى لتحديد بنية الحجة (مثل اتفاق الفعل) بسبب حداثة اللغة النسبية. وهكذا، فإن هذا يكشف عن الاستراتيجيات المختلفة التي قد تستخدمها لغة شابة على الطريق إلى التقليد الواسع النطاق.
تظهر الإشارات تباينًا نطقيًا ملحوظًا في كيفية نطقها من قبل مستخدمي الإشارات المختلفين،  الأمر الذي يشير إلى أن لغة سينا، مثل لغات الإشارة القروية الأخرى، مثل لغة إشارة Al-Sayyid Bedouin،  لا تمتلك حتي الآن مستوى منهجي كامل من البنية الصوتية . فإذا لم تتكون الإشارات من سمات فرعية لا معنى لها لشكل اليد والموقع والحركة والتي تتجمع لتشكل علامات مختلفة، فمن الممكن حدوث اختلافات نطقية كبيرة حيث لا يتعين على المعبرين الالتزام بمواصفات ميزات محددة في النطق. ومع ذلك، وكما هو الحال في لغة الإشارة Al-Sayyid Bedouin، فقد تم العثور على دليل على عملية واحدة على الأقل تستهدف المستوى الصوتي للبنية في عملية الاستيعاب،  الأمر الذي ربما يشير إلى أن بعض البنية الصوتية قد تكون ناشئة.

## فارزيا كيمادا
فارزيا كويماداVárzea Queimada هي عبارة عن مجتمع زراعي صغير يقع في وسط ولاية بياوي البرازيلية الشمالية الشرقية، على بعد حوالي 30 كم من أقرب مدينة والنتمثلة في مدينة جايكوس وحوالي 350كم من عاصمة ولاية تيريسيناTeresina. يبلغ عدد السكان بها حوالي 900 نسمة  وهم في الأساس مزارعون، حيث تقوم معظم الأسر بممارسة الزراعة المعيشية . وقد تم تناول الجوانب المختلفة للممارسات الاجتماعية والثقافية وتنظيم القرية بالتفصيل في أطروحة الدكتوراه لإيفرتون بيريراÉverton Pereira. 

### تعليم
يوجد في المجتمع مجالين للدراسة، يعملان انطلاقًا من مدرسة مانويل باربوسا Manoel Barbosa البلدية، والتي تقدم التعليم الأساسي للأطفال والمراهقين والبالغين في القرية والمناطق المحيطة. خلال فترة النهار يتم توفير التعليم المبكر والتعليم الابتدائي . أما في الليل، فتوجد فصول دراسية ثانوية بالإضافة إلى مبادرات تعليمية تكميلية للبالغين الذين يعانون الصم. وبما أنه كان من الشائع تاريخيًا أن ينقطع الطلاب الصم عن الدراسة في مرحلة الطفولة، أو المراهقة، فإن مثل هذه المبادرات تسمح للسكان الذين يعانون من الصم بالعودة إلى المدرسة كبالغين. وقد تم تعيين مدرس لغة ليبراس لفترة محددة من أجل تدريس هذه الفصول، باستخدام لغة ليبراس واللغة البرتغالية المكتوبة كلغة للتدريس. لقد كانت الفوائد محدودة، وذلك بسبب نقص الموارد التعليمية والمناهج الدراسية المناسبة للطلاب الصم.  وقد فرضت البيئة ثلاثية اللغات العديد من التحديات، تفاقمت بسبب الافتقار إلى الكفاءة في لغة سينا لدى جميع الموظفين باستثناء موظف واحد.
ومن المرجح أن تكون مثل هذه العقبات بمثابة العامل لامساهم الكبير في توقف العديد من البالغين الصم عن الحضور. وبناءً على ذلك، فإن الطلاقة في التحدث بلغة Libras داخل المجتمع أمر نادر، وخاصة بين كبار السن ممن يعانون من الصم. ولغة سينا هي اللغة السائدة في المجتمع، وفي معظم الأحيان لا يكون المتحدثون بلغة سينا- ليبرا من ثنائيي اللغة. وصف المعلمون السابقون الذين عملوا مع سكان فارزيا كويمادا الصم رفضهم للغة ليبرا في البيئة التعليمية، كما أفاد المتحدثون الصم أنفسهم وهم يظهرون تفضيلًا واسع النطاق للغة سينا في الحياة اليومية 